# Box (Wiltshire)
Box – wieś w Anglii, w hrabstwie Wiltshire. Leży 50 km na północny zachód od miasta Salisbury i 148 km na zachód od Londynu. W 2001 miejscowość liczyła 3439 mieszkańców.